# Magomiedsałam Magomiedow
Magomiedsałam Magomiedalijewicz Magomiedow (ros. Магомедсалам Магомедалиевич Магомедов, ur. 1 czerwca 1964 w osadzie Lewaszy, Dagestańska ASRR) – rosyjski ekonomista i polityk pochodzenia dargijskiego, prezydent Dagestanu w okresie 2010-2013.

## Życiorys
Jest synem Magomiedalego Magomiedowa, w latach 1983–2006 sprawującego kolejno funkcje: przewodniczącego Rady Ministrów (premiera) Dagestańskiej ASRR, przewodniczącego Prezydium Rady Najwyższej Dagestańskiej ASRR, przewodniczącego Rady Najwyższej Dagestanu i przewodniczącego Rady Państwowej Republiki Dagestan.
W 1986 ukończył studia na Wydziale Ekonomicznym Dagestańskiego Uniwersytetu Państwowego, a w 1990 studia aspiranckie w Moskiewskim Instytucie Gospodarki Narodowej im. Plechanowa. W 2000 ukończył również studia prawnicze na macierzystej uczelni. Posiada stopień doktora nauk ekonomicznych.
W latach 1991–2001 pracował jako wykładowca na Dagestańskim Uniwersytecie Państwowym, pełnił funkcje docenta i profesora w Katedrze Ekonomiki i Socjologii Pracy. Zasiadał w organach doradczych: w latach 1998–2001 był kierownikiem grupy roboczej komisji eksperckiej przy Przewodniczącym Rządu Republiki Dagestan, a od 2001 do 2006 kierował grupą roboczą Rządu Dagestanu ds. dagestańskiego sektora szelfu Morza Kaspijskiego.
W latach 1999, 2003 i 2007 był wybierany do Zgromadzenia Narodowego Republiki Dagestan. 20 lutego 2006 został wybrany na funkcję przewodniczącego Zgromadzenia i sprawował ją do kwietnia 2007.
8 lutego 2010 prezydent Rosji Dmitrij Miedwiediew przedstawił parlamentowi Dagestanu kandydaturę Magomiedowa na stanowisko prezydenta republiki. Dwa dni później Zgromadzenie Narodowe zatwierdziło jego kandydaturę. Do pełnienia funkcji przystąpił 20 lutego 2010.
Należy do partii Jedna Rosja.
1 lutego 2013 zdymisjonowany z funkcji prezydenta Dagestanu i wyznaczony na zastępcę szefa administracji prezydenta Federacji Rosyjskiej.